# José Laureano Pineda Ugarte

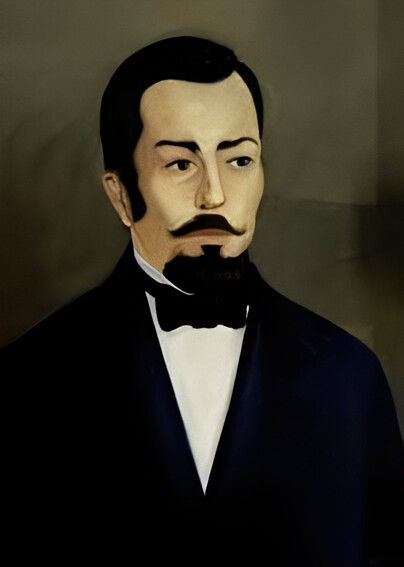
José Laureano Pineda Ugarte

José Laureano Pineda Ugarte (* 4. Juli 1802 in Potosí (Rivas); † 17. September 1853) war vom 5. Mai bis 11. August 1851 und vom 11. November 1851 bis zum 1. April 1853 Director Supremo von Nicaragua.

## Leben
José Laureano Pineda heiratete Dolores Sacasa Méndez. Er studierte Rechtswissenschaften in León und war als Rechtsanwalt tätig. José Laureano Pineda war Mitglied der Partido Democrático (Nicaragua) in Santiago de los Caballeros de León.
Er war Vorsitzender des Gerichtshofes und redigierte das Strafgesetzbuch von 1837. Als Vorsitzender der gesetzgebenden Versammlung von 1848 machte er Front gegen einen militärischen Staatsstreich. Am 14. März 1851 wurde José Laureano Pineda zum Supremo Director gewählt erklärt.
Da er sein Amt nicht antrat, war vom 1. April 1851 bis 5. Mai 1851 Justo Abaunza y Muñoz de Avilés in diesem Amt in León.
Er machte mit der Gesellschaft von Cornelius Vanderbilt einen Vertrag zum Transfer zur Kolonisierung von Kalifornien. 1851 kündigte José Laureano Pineda an, den Regierungssitz von León nach Managua zu verlegen. Am 5. August 1851 putschte José Trinidad Muñoz Fernández und José Laureano Pineda ging mit seinem Kabinett von Léon nach Honduras und kam am 2. November 1851 nach Nicaragua zurück. In Granada hatte José Francisco de Montenegro und am 11. August 1851 José de Jesús Alfaro das Amt des Supremo Director übernommen. In dieser Zeit reklamierten drei Personen das Amt des Director Supremo für sich: Pineda im Exil in Honduras, José Francisco del Montenegro in Granada und Justo Abaunza y Muñoz de Avilés in León. Francisco Castellón Sanabria schrieb diese Vorgänge Intrigen von José Jorge Viteri y Ungo zu.
Am 15. Februar 1852 erklärte das Kabinett von José Laureano Pineda Managua zum offiziellen Regierungssitz.